# Dendrotion thomsoni
Dendrotion thomsoni là một loài chân đều trong họ Dendrotionidae. Loài này được George miêu tả khoa học năm 2004.